# Live in Budapest
A Live in Budapest a brit Queen együttes koncertfilmje, melyen az 1986. július 27-i, magyarországi fellépésük látható. Az 1986-os Magic Tour egyik állomásaként a Népstadionban 70 000 ember előtt adott koncert teljes felvételét a filmen az együttes budapesti tartózkodása során készített jelenetekkel színesítették (pl. a megérkezést Budapestre Bécsből szárnyashajóval). A koncert legismertebb momentuma, amikor Freddie Mercury elénekli a közönségnek a Tavaszi szél vizet áraszt című magyar népdalt.
A teljes koncertfilmet a magyar állam költségére a Mafilm forgatta Zsombolyai János rendezésében. A film mozipremierje szintén Budapesten volt 1986 decemberében, és a videót a következő évben adták ki VHS-en. A budapesti koncert néhány dala felkerült a Live Magic koncertalbumra is.
2012. november 5-én adták ki a koncertfilm felújított DVD és blu-ray változatát Hungarian Rhapsody: Queen Live in Budapest címmel, valamint a koncert hanganyagát dupla CD-n. A cím utalás Liszt Ferenc Magyar rapszódiák zongorasorozatára és a zenekar Bohemian Rhapsody című számára.

## Az album dalai
Első lemez
1. One Vision
2. Tie Your Mother Down
3. In the Lap of the Gods... Revisited
4. Seven Seas of Rhye
5. Tear It Up
6. A Kind of Magic
7. Under Pressure
8. Another One Bites the Dust (csak a CD-n)
9. Who Wants to Live Forever
10. I Want to Break Free
11. Looks Like It's Gonna Be A Good Night (csak a CD-n)
12. Gitárszóló
13. Now I’m Here

Második lemez
1. Love of My Life
2. Tavaszi szél vizet áraszt
3. Is This the World We Created..?
4. (You're So Square) Baby I Don't Care (csak a CD-n)
5. Hello Mary Lou (csak a CD-n)
6. Tutti Frutti
7. Bohemian Rhapsody
8. Hammer to Fall
9. Crazy Little Thing Called Love
10. Radio Ga Ga
11. We Will Rock You
12. Friends Will Be Friends
13. We Are the Champions
14. God Save the Queen

## Videó
1. One Vision
2. Tie Your Mother Down
3. In the Lap of the Gods... Revisited
4. Seven Seas of Rhye
5. Tear It Up
6. A Kind of Magic
7. Under Pressure
8. Who Wants to Live Forever
9. I Want to Break Free
10. Now I’m Here
11. Love of My Life
12. Tavaszi szél vizet áraszt
13. Is This the World We Created..?
14. Tutti Frutti
15. Bohemian Rhapsody
16. Hammer to Fall
17. Crazy Little Thing Called Love
18. Radio Ga Ga
19. We Will Rock You
20. Friends Will Be Friends
21. We Are the Champions
22. God Save the Queen

Extrák
- A Magic Year dokumentumfilm